# Moerzeke
Moerzeke est un village dans une boucle de l’Escaut, au nord de la ville de Termonde, en Flandre orientale (Belgique). Avec Kastel, un hameau aux trois quarts entouré de l’Escaut. Depuis la réforme des communes (1977) il fait administrativement partie la commune de Hamme.

## Patrimoine
- L'église Saint-Martin, construite en 1768, au style néo-classique simple mais élégant, a un clocher de structure octogonale. La façade a été classée au patrimoine de Flandre en 1943.
- Dans le cimetière entourant l’église se trouve l’ancienne tombe du bienheureux Édouard Poppe.
- Le sanctuaire du Prêtre Poppe (ou chapelle Saint-Pie X), situé dans le domaine du château est un bâtiment moderne du XXe siècle. Il est lieu de pèlerinage auprès de la sépulture du bienheureux Édouard Poppe, prêtre gantois, mort à Moerzeke.
- Le château de Nieulant (kastel) est depuis 2001 un centre de formation des Frères de la Charité.
- Un petit musée ('Molenstraat, N°7') a rassemblé des objets ayant appartenu à l'abbé Édouard Poppe, dans la maison qu'il occupa lorsqu'aumônier des religieuses de Saint-Vincent-de-Paul (de 1918 à 1922).
- Les chemins de halage le long de l'Escaut, les polders tranquilles et la place du village font de Moerzeke une attraction touristique pour les cyclotouristes et promeneurs.